# Asfeld
Asfeld – miejscowość i gmina we Francji, w regionie Grand Est, w departamencie Ardeny.
Według danych na rok 1990 gminę zamieszkiwało 1061 osób, a gęstość zaludnienia wynosiła 48 osób/km².

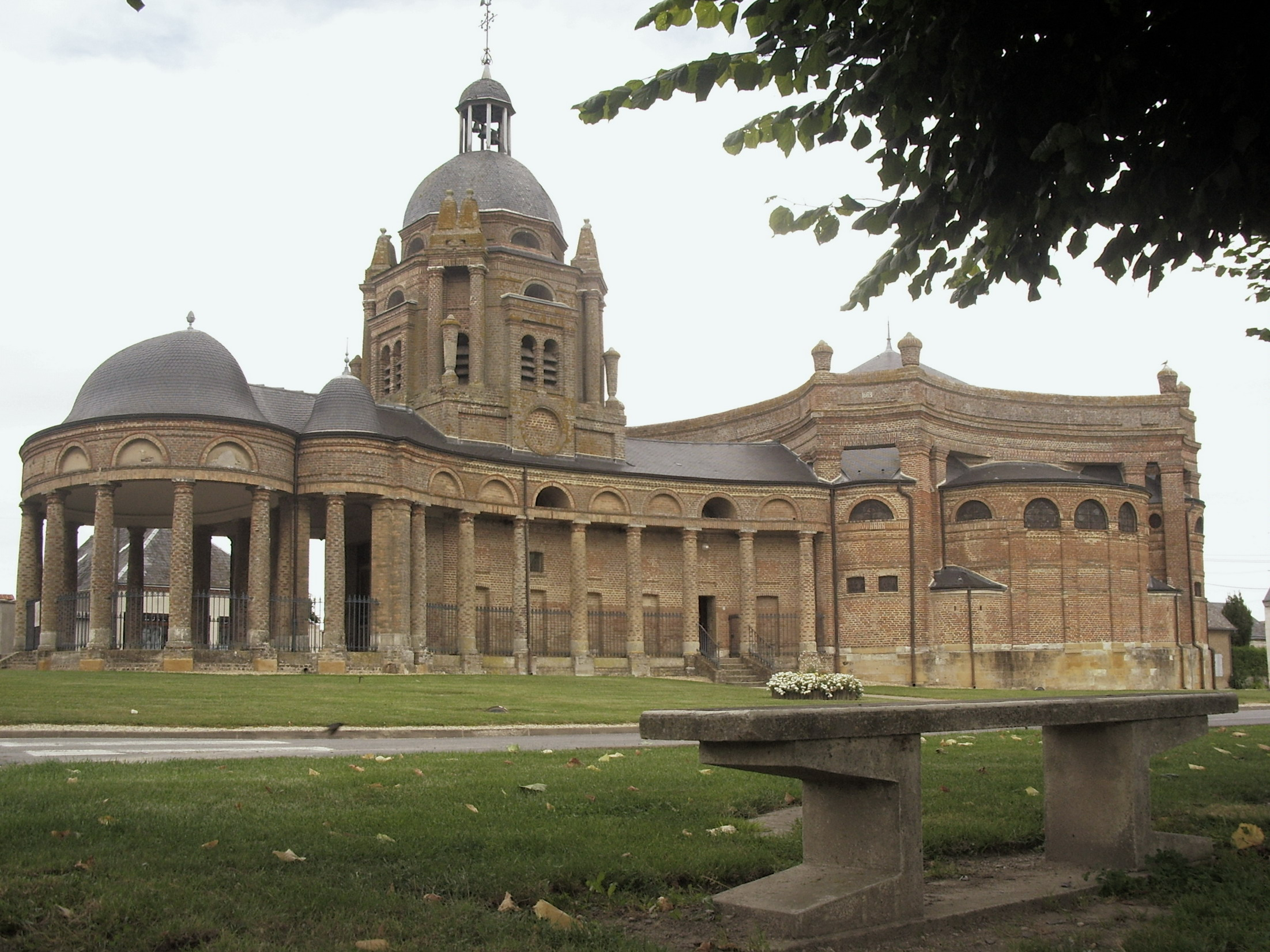
Barokowy kościół w Asfeld, 2007